# Lars Jungnickel
Lars Jungnickel (* 31. August 1981 in Dohna) ist ein deutscher Fußballspieler und -trainer.

## Karriere
Lars Jungnickel wuchs im osterzgebirgischen Geising auf und sammelte bei der SG Geising erste Fußballerfahrungen. Über den VfB Zittau wechselte er in die Jugendabteilung von Dynamo Dresden und gab dort in der Saison 1999/2000 sein Pflichtspieldebüt für die erste Mannschaft.
Nach zwei Jahren als Stammspieler in Dresden wechselte Jungnickel im Sommer 2001 zu Energie Cottbus. Dort bestritt er in sechs Spielzeiten insgesamt 27 Bundesligaspiele und erzielte zwei Tore sowie 52 Zweitligaspiele mit fünf Treffern. Darüber hinaus kam er auch oft für die zweite Mannschaft in der NOFV-Oberliga zum Einsatz. Am Ende der Saison 2006/07 wurde sein Vertrag bei Energie Cottbus nicht verlängert.
Daraufhin unterzeichnete Jungnickel am 20. Juni 2007 einen Vertrag bei seinem früheren Verein Dynamo Dresden, mit dem ihm in der Saison 2010/11 der Aufstieg in die 2. Bundesliga gelang. Der gelernte Stürmer spielte in der Dresdner Mannschaft meist im zentralen Mittelfeld oder als rechter Außenverteidiger. Nach mehreren Verletzungen wurde er in der Winterpause 2012/13 in die zweite Mannschaft versetzt. Sein für das Saisonende 2012/2013 geplantes Karriereende verschob Jungnickel und wurde stattdessen spielender Co-Trainer der zweiten Mannschaft von Dynamo Dresden.